# إيجن
جبل إيجن (باللغة الجاوية: Gunung Ijen) هو جبل بركاني طبقي يبلغ ارتفاعه حوالي 2700 متر ويقع في جاوة الشرقية في إندونيسيا.
توجد على فوهة البركان بحيرة حمضية تدعى كواه إيجن. توجد كميات كبيرة نسبياً من الكبريت بالقرب من هذا البركان، حيث يستخرج من هناك يدوياً. كما يشاهد هناك ظاهرة بصرية مميزة تتمثل في صدور وميض ووهج أزرق ليلاً من البركان، وذلك نتيجة لاحتراق الكبريت ومركباته.

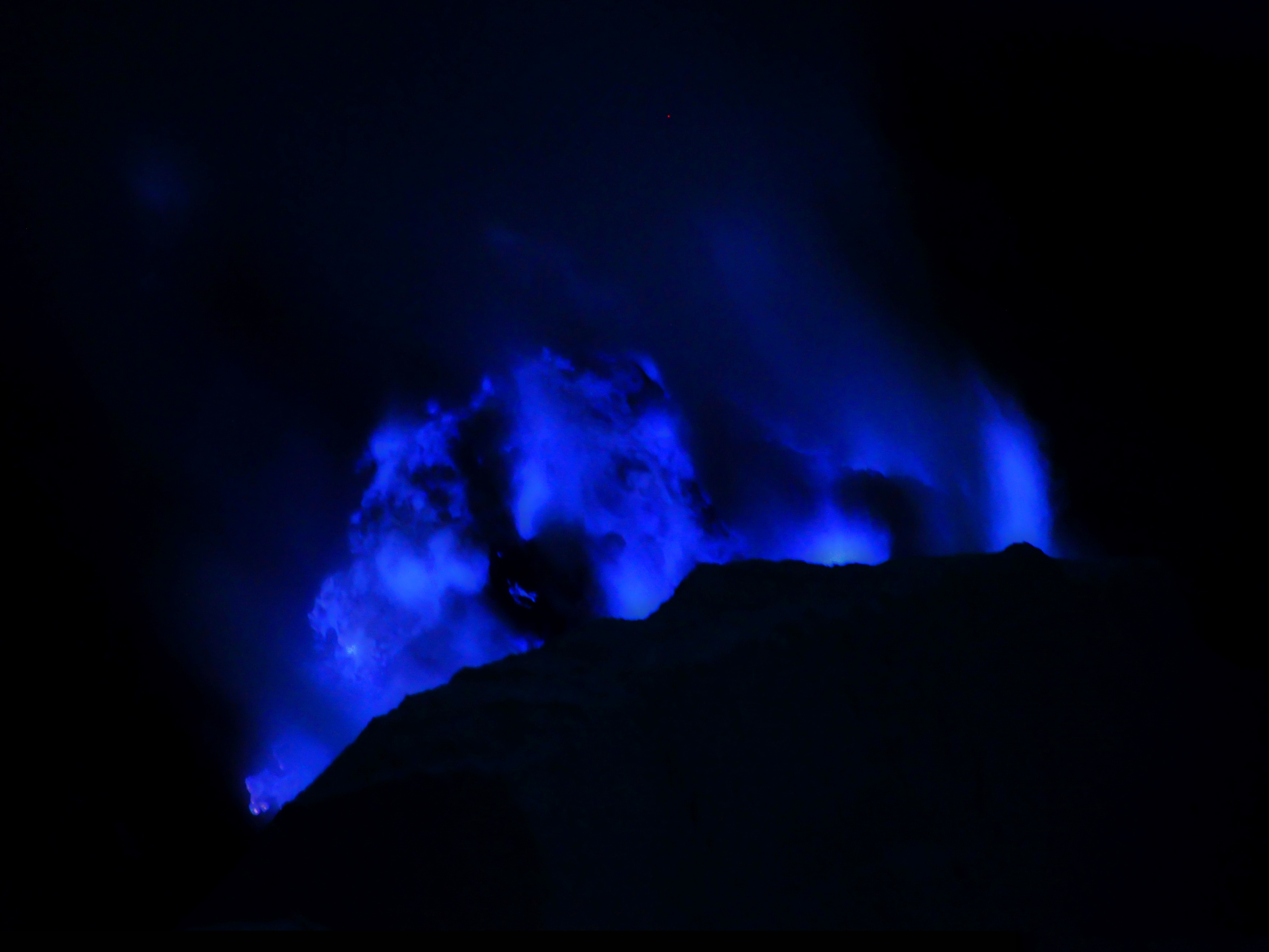
وميض أزرق صادر عن البركان نتيجة احتراق الكبريت ومركباته